# Хмільнянська волость
Хмільнянська волость — адміністративно-територіальна одиниця Черкаського повіту Київської губернії з центром у селі Хмільна.
Станом на 1886 рік — складалася з 7 поселень, 3 сільських громад. Населення — 3467 осіб (1687  чоловічої статі та 1780 — жіночої), 563 дворових господарства.
|                     | Площа, десятин | У тому числі орної, десятин |
| ------------------- | -------------- | --------------------------- |
| Сільських громад    | 3267           | 1052                        |
| Приватної власності | 3008           | 300                         |
| Іншої власності     | 129            | 88                          |
| Загалом             | 6404           | 1440                        |

Поселення волості:
- Хмільна — колишнє власницьке село при річці Рось, 1400 осіб, 212 дворів, православна церква, школа, постоялий будинок.
- Кононча — колишнє власницьке село при річках Рось і Росава, 850 осіб, 128 дворів, православна церква, школа, постоялий будинок.
- Пекарі — колишнє власницьке село при річках Рось і Дніпро, 612 осіб, 89 дворів, православна церква, постоялий будинок.

Наприкінці ХІХ ст. приєднано до Межиріцької волості.